# Bank of America Plaza (Los Angeles)
Bank of America Plaza (Los Angeles)
O Bank of America Plaza é um dos mais altos arranha-céus do mundo, com 224 metros (735 ft). Edificado na cidade de Los Angeles na Califórnia, Estados Unidos, foi concluído em 1974 com 55 andares.